# Libnotes (Libnotes) willowsi
Libnotes (Libnotes) willowsi is een tweevleugelige uit de familie steltmuggen (Limoniidae). De soort komt voor in het Australaziatisch gebied.